# Тек (река)
Тек (фр. Tech, кат. Tec) — река во Франции, протяжённостью 81 км (по другим данным — 84, 52 км), протекающая в непосредственной близости от франко-испанской границы. Река находится во французском департаменте Восточные Пиренеи (исторический регион Руссильон). Её исток находится на склоне горы Колом на франко-испанской границе. Общая высота горы — 2507 метров над уровнем моря, исток расположен двумястами метрами ниже (на высоте 2300 метров). Река Тек падает в Средиземное море неподалёку от Сен-Сиприена. 
Река протекает через 22 коммуны. Она имеет 37 притоков, в основном незначительных. Река неглубокая летом, однако в сезон таяния снегов имеется высокий риск наводнений, весьма разрушительных из-за стремительного течения реки.
Через реку в Сере перекинут так называемый мост Дьявола, который на момент постройки (в XIV веке) был, как считается, самым длинным в мире арочным однопролётным мостом.
Берега реки были местом ожесточённых сражений, в частности, во время французских революционных войн, когда солдаты республиканских генералов Флера и Дагобера отражали здесь нашествие испанцев генерала Рикардоса.